# Casey McGehee
Casey Michael McGehee (né le 12 octobre 1982 à Santa Cruz, Californie, États-Unis) est un joueur de troisième but de la Ligue majeure de baseball. 

## Carrière

### Cubs de Chicago
Casey McGehee est repêché en 10e ronde par les Cubs de Chicago en 2003. Il joue son premier match dans les Ligues majeures le 2 septembre 2008. Après avoir disputé neuf parties en fin de saison avec cette équipe, il est libéré par les Cubs et choisi au ballottage par les Brewers de Milwaukee.

### Brewers de Milwaukee

#### Saison 2009
McGehee joue sa saison recrue avec les Brewers en 2009. Il frappe 16 coups de circuit, totalise 71 points produits et maintient une moyenne au bâton de,293. Il termine cinquième au vote tenu pour déterminer la recrue de l'année 2009 dans la Ligue nationale.

#### Saison 2010
En août 2010, il établit un record de franchise en frappant en lieu sûr lors de neuf présences au bâton consécutives. Cette séquence est aussi une des plus longues de l'histoire, derrière les 12 coups sûrs de suite de Johnny Kling en 1902 et Walt Dropo en 1952. La séquence de McGehee prend fin le 13 août face aux Rockies du Colorado. Il termine la saison avec 23 circuits et 104 points produits, et une moyenne au bâton de ,285. Il est dans le top 10 des frappeurs de doubles dans la Ligue nationale avec 38, et ses 104 points produits le placent sixième.

#### Saison 2011
Ses statistiques offensives chutent drastiquement en 2011, alors que sa moyenne passe à ,223 et qu'il ne frappe que 13 circuits. Il termine l'année avec 67 points produits mais perd du temps de jeu en fin de campagne au profit de Jerry Hairston. 

### Pirates de Pittsburgh

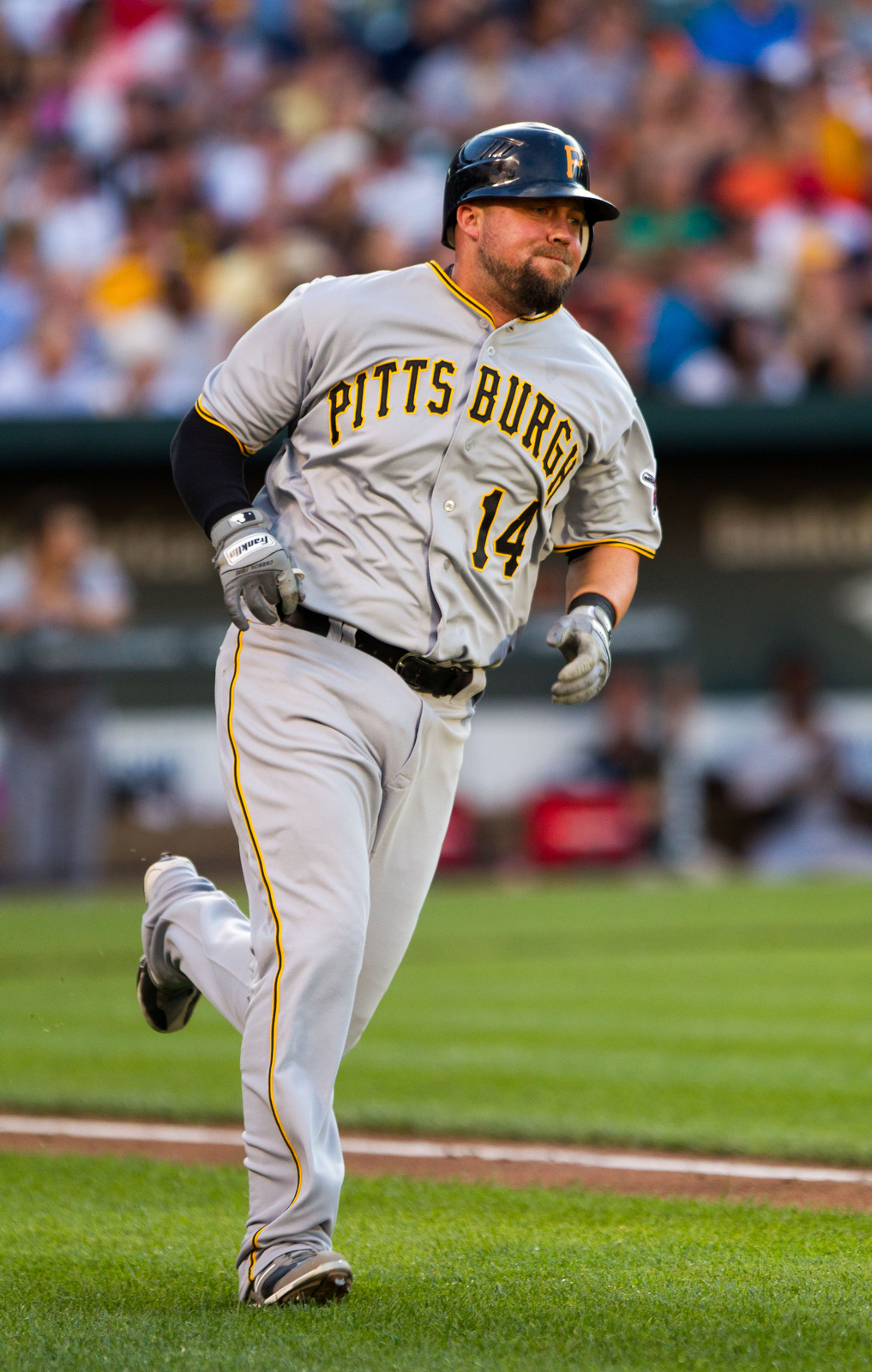
Casey McGehee avec les Pirates en 2012.

Le 12 décembre 2011, les Brewers échangent Casey McGehee aux Pirates de Pittsburgh en retour du lanceur de relève Jose Veras.
McGehee joue surtout au premier but pour les Pirates. En offensive, il ne frappe que pour ,230 avec 8 circuits et 35 points produits en 92 matchs.

### Yankees de New York
Le 31 juillet 2012, McGehee est échangé aux Yankees de New York contre le releveur Chad Qualls. Il frappe un circuit en 22 matchs pour les Yankees en fin d'année. Il termine sa saison 2012 avec 9 circuits, 41 points produits mais une faible moyenne au bâton de ,217 en 114 parties jouées pour Pittsburgh et New York.

### Japon
En 2013, McGehee joue au Japon avec les Tohoku Rakuten Golden Eagles de la Ligue Pacifique. Il frappe 28 circuits et produit 93 points en 144 matchs là-bas. Sa moyenne au bâton s'élève à ,292 et sa moyenne de puissance à ,515.

### Marlins de Miami
Le 18 décembre 2013, Casey McGehee signe un contrat d'un an avec les Marlins de Miami.
À la pause du match des étoiles, qui survient le 13 juillet 2014, McGehee est le meneur de la Ligue nationale pour les coups sûrs avec 115 (à égalité avec Andrew McCutchen de Pittsburgh) et le meneur du baseball majeur pour la moyenne au bâton (,385) avec des coureurs en position de marquer,. 
Il termine l'année au 4e rang de la Nationale pour les coups sûrs, avec 177 et sa moyenne au bâton se chiffre à ,287 au terme de 160 parties. Il est 3e des majeures pour les simples, avec 143, mais en revanche il est le joueur qui frappe le plus souvent dans des doubles jeux, soit 31 fois. Il ne retrouve pas sa puissance d'antan avec seulement 4 circuits, mais il produit 76 points. En défensive, il joue 158 matchs au troisième but, un sommet dans les majeures en 2014, et affiche la meilleure moyenne défensive (,979) à cette position cette saison-là. McGehee remporte le prix du meilleur retour de l'année en 2014 dans la Ligue nationale.
En 2014, il frappe dans 31 doubles jeux, le 8e pire total de l'histoire des majeures.

### Giants de San Francisco
Le 20 décembre 2014, Miami échange McGehee aux Giants de San Francisco contre les lanceurs droitiers des ligues mineures Kendry Flores et Luis Castillo. Il succède au poste de troisième but au joueur étoile Pablo Sandoval, devenu agent libre après la saison 2014 et engagé par les Red Sox de Boston. L'arrivée de McGehee ne règle pas le problème des Giants au troisième coussin puisque le nouveau venu est incapable de s'imposer au bâton,. Sa moyenne ne s'élève qu'à ,213 et son pourcentage de présence sur les buts à ,275 en 49 matchs. Il frappe de plus dans 15 doubles jeux. Rapidement supplanté par la recrue Matt Duffy au troisième but, McGehee est cédé aux ligues mineures, brièvement rappelé deux semaines plus tard, et finalement libéré par les Giants à la fin juin. L'un de ses rares bons moments survient le 8 mai alors qu'il frappe un grand chelem dans une victoire de 6-0 sur son ancienne équipe, les Marlins. Durant son bref passage à San Francisco, McGehee reçoit des éloges pour son esprit sportif, après avoir servi de mentor au jeune Duffy qui allait éventuellement le supplanter,.

### Retour à Miami
McGehee retourne aux Marlins de Miami le 10 juillet 2015. McGehee ne connaît guère plus de succès en offensive, avec une moyenne au bâton de ,182 en 60 matchs. Il termine 2015 avec deux circuits et une moyenne au bâton de ,198 en 109 parties jouées et 258 passages au bâton au total pour les deux clubs, dont 18 se soldent par des doubles retraits.

### Tigers de Détroit
Le 23 février 2016, McGehee signe un contrat des ligues mineures avec les Tigers de Détroit.